# Euploea bona
Euploea bona är en fjärilsart som beskrevs av Nakamura 1929. Euploea bona ingår i släktet Euploea och familjen praktfjärilar. Inga underarter finns listade i Catalogue of Life.